# Apolinópolis Parva
Apolinópolis Parva es el nombre dado por los griegos a una ciudad que los egipcios llamaban de Gesa. Esta ciudad estaba localizada en la ribera oriental del río Nilo, frente a Naqada, unos 25 km al norte de Tebas, en el nomo V del Alto Egipto.

Situación de Gesa.

## Historia
Gesa debió ser una importante ciudad al comienzo de la historia egipcia, a juzgar por su necrópolis; tal vez, debido a que en aquella época era el punto de partida para las expediciones que se dirigían a las canteras de Uadi Hammamat en la ruta al mar Rojo. 

### Qus
La ciudad perdió su importancia paulatinamente, sólo para recuperarla en el siglo XII con la apertura de una ruta comercial alternativa a la del mar Rojo. Qus entonces sustituirá a Qift como principal centro comercial en el comercio con África, la India y Arabia; de este modo, se convirtió en la segunda ciudad islámica medieval más importante de Egipto, después de El Cairo.

## Economía
- [1][2][3].Abdelnasser abdelfattah (Empresario)Fundado por(1995) Agha Compañía .
- [4][5][6].fábrica de azúcar.

## Restos arqueológicos
Actualmente solo quedan restos de dos pilonos del templo ptolemaico donde se veneraba a las deidades Haroeris y Heket.